# Cuidado con el de los cuernos
Cuidado con el de los cuernos es una obra de teatro de Adrián Ortega y Sigfrido Blasco, estrenada en 1973.

## Argumento
La obra nos presenta la historia de un marido que cansado de una esposa gris y aburrida, decide hacer todo lo que este a su mano para modernizarla y cambiarla al extremo. Para ello no se le ocurrirá mejor cosa que hacer tratos con el de los cuernos, que no es otro que el diablo. Evidentemente, al final se dará cuenta del error cometido y aprenderá a respetar a su mujer tal y como es.

## Estreno
- Teatro Alcázar, Madrid, octubre de 1973.
  - Dirección: Adrián Ortega.
  - Escenografía: Emilio Burgos y Manuel López. .
  - Intérpretes: Antonio Garisa, Alfonso del Real, Doris Coll sustituida por Gisia Paradis, Beatriz Savón, Manuel Luque, Marcia Shariff.
- Teatro Álvarez Quintero, Sevilla, 15 de octubre de 1974.
  - Dirección: Angel de Andres.
  - Compañía: Compañía de Comedias Angel de Andres. .
  - Intérpretes:Angel de Andres